# Гойсак Зеновій
Зеновій Гойсак (народився 10 листопада 1910 в Дашаві — помер 11 січня 1945, Стрий) — повітовий провідник ОУН Стрийщини, політв'язень польських тюрем. 

## Життєпис
Закінчив Стрийську гімназію (1930 року).
У гімназії належав до 5 куреня пластунів-юнаків імені Ярослава Осмомисла (був виключений за порушення 12-ї точки пластового закону).
В 1929 вступив в ОУН, виконував обов'язки районного провідника в Дашаві, пізніше став заступником провідника округи Львів-університет, де закінчив кілька курсів філології.
Політв'язень польських тюрем, в тому числі Берези Картузької (1937—1939).
В період німецької окупації працював вчителем у Дашаві.
Від серпня 1943-го був повітовим провідником ОУН Стрийщини під псевдонімами «Морозенко» і «Підкова».
Заарештований НКВС 21 вересня 1944 року. Рішенням Виїзної сесії Військової колегії Верховного Суду СРСР під головуванням генерал-майора юстиції Андрія Сусліна 7 січня 1945-го засуджений до повішення разом із М. Жешковичем і П. Стефанівим.
Вирок виконали Стрийські енкаведисти прилюдно, біля макаронної фабрики (вул. Успенська) на самі Різдвяні свята — 7.01.1945 року.
За твердженням історика Василя Ільницького, це сталося 9 січня 1945-го, хоча в документах також є версії, що вирок було виконано 8 або 11 січня 1945 року.
У 1991 р. там встановлена меморіальна таблиця.